# Lorena Cabnal
Lorena Cabnal (Guatemala, 1973) es una activistaguatemalteca, cofundadora del movimiento feminista comunitario-territorial en Guatemala y de la Red de Sanadoras Ancestrales del Feminismo Comunitario.

## Biografía
Lorena creció a las afueras de la capital de Guatemala durante la guerra civil guatemalteca. Su familia tuvo que huir de su territorio maya q´eqchí en Alta Verapaz tras ser expulsada por terratenientes, al igual que miles de personas indígenas que fueron desplazadas forzosamente durante el gobierno militar de Efráin Ríos Montt.
Creció en un contexto de violencia que ella consideraba como parte de la vida cotidiana. Después de decirle a una amiga sobre los abusos sexuales de su papá contra ella, fue que Lorena dejó de naturalizar la violencia y a los 15 años huyó de casa.
La activista quería estudiar medicina, pero su situación económica no lo permitía. No obstante, gracias a su madre, quien era yerbera y que además, trabajaba como cocinera en casas particulares dándole la posibilidad de tener contactos y permitiéndole a su hija ingresar a estudiar medicina transfusional. Allí conoció a mujeres importantes para su camino: la médica Gladys Murga, quien fue su mentora en el ámbito médico y la filósofa María Rosa Padilla, quien marcó su vida porque con ella comenzó a escuchar otras interpretaciones académicas desde una mirada social y antropológica de los pueblos indígenas.

Y a los 25 años, decidió alejarse de su comunidad y llegó a la montaña en Santa María Xalapán, Guatemala donde empezó a trabajar contra la violencia sexual y en donde además, conoció a Victoria Serrano, quien sería una de sus abuelas espirituales hasta su fallecimiento.
Mi intención era hablar con las niñas y los niños, porque yo quería aportar a que no siguiera habiendo más violencia sexual contra ellas a partir de mi historia.

## Activismo
Lorena además de feminista es una sanadora e hija de la cosmología maya xinca y junto con sus compañeras de la montaña comenzó su activismo defendiendo el territorio, luchando contra los transgénicos, los tratados de libre comercio, contra los despojos de terratenientes en el territorio ancestral y luego contra la minería, y fueron las acciones machistas de su cotidianeidad, como por ejemplo que, el gobierno de su comunidad estaba conformado por 357 hombres y ninguna mujer y que sólo existían guías espirituales hombres, lo que la impulsó a cuestionar la vida dentro de su comunidad y junto con un grupo de mujeres que compartían las mismas inquietudes dan paso al: feminismo comunitario territorial.

A partir de que se nombró como feminista, comenzó a sufrir violencia por parte de sus compañeros hombres de la comunidad, quienes la acusaron de haberse contaminado de las feministas blancas extranjeras, la estigmatizaron y la obligaron a abandonar la comunidad pese a su rol activo en la defensa del territorio xinka contra los numerosos proyectos mineros. Incluso le exigieron que volviera a embarazarse
Los hijos son la vida y la garantía de existencia de nuestros pueblos. Y una hija no es nada. Si quieres volver a trabajar con las mujeres, te tienes que volver a embarazar.
Tras negarse a aceptar lo que ella denomina fundamentalismos indígenas, o las costumbres patriarcales originarias inamovibles, decidió salir de la comunidad junto con su hija. Sin embargo, ella no se arrepiente pues no tienen la intención de volverse a quedar callada contra la misoginia, la violencia sexual y el feminicidio.
En ese sentido, su militancia le ha costado más de una década de años siendo acompañada por Brigadas Internacionales de Paz, organización que protege a defensores y defensoras de derechos humanos.

### Feminismo comunitario territorial
Lorena no se nombra feminista decolonial, sino feminista comunitaria territorial pues considera que los cuerpos-territorios sufren presiones y violencias tanto en el presente como en las memorias ancestrales e invita a sanar para poder seguir luchando por la defensa de los territorios-cuerpo-tierra.
Para la sanadora el cuerpo es un factor primordial pues considera que sobre él se ha construido la colonización, la invasión, el saqueo, genocidio, el despojo tanto de los territorios como de los saberes ancestrales, el racismo y, por lo tanto, se encuentra en una amenaza constante, entonces se vuelve un territorio en disputa.  Para ella, es necesario luchar en contra de esas violencias al mismo tiempo que se lucha para defender la tierra. En la última década, el feminismo comunitario se ha extendido por países como Bolivia y Guatemala. Desde donde, ella y sus compañeras, lanzaron la propuesta de la Recuperación y Defensa del Territorio Cuerpo-Tierra, la cual trata de visibilizar la necesidad de tejer las luchas contra los proyectos extractivistas con la erradicación de la violencia ejercida por los hombres contra los cuerpos de las mujeres en las mismas comunidades en resistencia.
En la red de sanadoras hay comadronas ancestrales, contadoras de tiempo, sanadoras, hierberas y todas trabajan en equipo, todas aportan desde sus procesos y saberes. Se basan en las fuentes calendáricas y se guían conforme al calendario maya para realizar cualquier proceso, que siempre es acompañado, pero insiste en que hay una diversidad de caminos de sanación. Además, desde la red feminista comunitaria y territorial realizan trabajos de decodificación que les permita reivindicar conceptos teóricos feministas desde las palabras y sentires de cada una y sus contextos.
Para la feminista guatemalteca la sanación es un camino cósmico-político. Cósmico por la memoria ancestral y el vínculo con la naturaleza, y político porque se sana para estar bien, pero también para seguir luchando.

## Obras
- 2010, Acercamiento a la construcción del pensamiento epistémico de las mujeres indígenas feministas comunitarias de Abya Yala.
- 2016, De las opresiones a las emancipaciones: Mujeres indígenas en defensa del territorio cuerpo tierra.
- 2019, En tiempos de muerte: cuerpos, rebeldías, resistencias.